# John Pendleton Kennedy

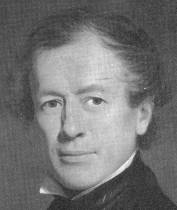
John Pendleton Kennedy als jongeman

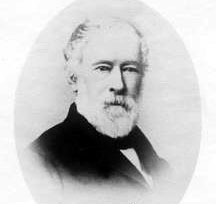
John Pendleton Kennedy op ongeveer 55-jarige leeftijd

John Pendleton Kennedy (Baltimore, 25 oktober 1795 – Newport, 18 augustus 1870) was een Amerikaanse politicus en daarnaast roman- en satireschrijver. Hij was de zoon van koopman John Kennedy en Nancy Pendleton en broer van Anthony Kennedy. In 1812 studeerde John af aan het Baltimore College, waarna hij in de oorlog van 1812 meevocht in de slag bij Bladensburg. In 1816 werd hij toegelaten tot de advocatuur, maar al gauw bleek hij zich meer te interesseren voor literatuur en politiek.  

## Werken
Samen met zijn kamergenoot Peter Hoffmann Cruse publiceerde Kennedy in 1819 en 1820 anoniem een veertiendaags tijdschrift getiteld Red Book. In 1832 publiceerde hij zijn bekendst geworden werk, Swallow Barn, or A Sojourn in the Old Dominion, en in 1835 Horse-Shoe Robinson, waar Washington Irving erg enthousiast over was. In sommige van zijn werken - met name zijn politieke satires - bedient hij zich van het pseudoniem Mark Littleton.
Tijdens een verblijf in het buitenland raakte Kennedy bevriend met William Makepeace Thackeray. Hij werkte toen aan het vierde hoofdstuk van het tweede deel van het boek The Virginians. 

## Politiek
In 1820 werd Kennedy verkozen als lid van het Maryland House of Delegates. In 1838 volgde hij Isaac McKim op in het Amerikaanse Huis van Afgevaardigden, maar hij werd in november van dat jaar niet herkozen. In 1840 en 1842 werd hij opnieuw verkozen voor het Congres, maar vanwege zijn verzet tegen de annexatie van Texas leed hij in 1844 weer een nederlaag. Dankzij zijn bemiddeling werd er onder meer 30.000 dollar gereserveerd voor het testen van de door Samuel Morse uitgevonden telegraaf.
Van 16 juli 1852 tot 4 maart 1853 was John onder president Millard Fillmore minister van marine. Tijdens deze functie organiseerde Kennedy vier belangrijke expedities. Tijdens een van deze expedities werd commodore Matthew Calbraith Perry naar Japan gezonden en de luitenants William Lewis Herndon en Lardner Gibbon naar het Amazonebekken.
In maart 1853 trok Kennedy zich terug uit het openbare leven. Aan het eind van de Amerikaanse Burgeroorlog vroeg hij om amnestie voor de Zuidelijke Verenigde Staten. Na zijn dood werd hij begraven op het Green Mount Cemetery in Baltimore in de staat Maryland.
Straat Kennedy is mogelijk naar hem vernoemd.